# Sphenophorus
Sphenophorus är ett släkte av skalbaggar. Sphenophorus ingår i familjen Dryophthoridae.

## Bildgalleri

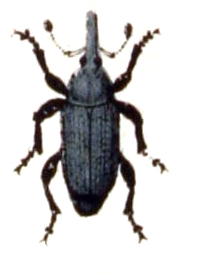
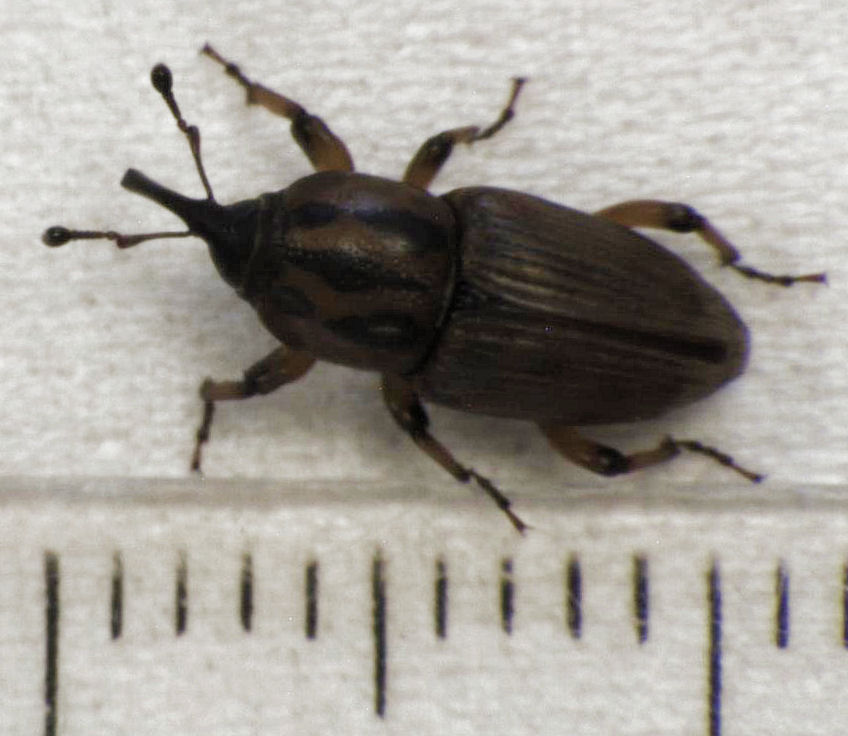
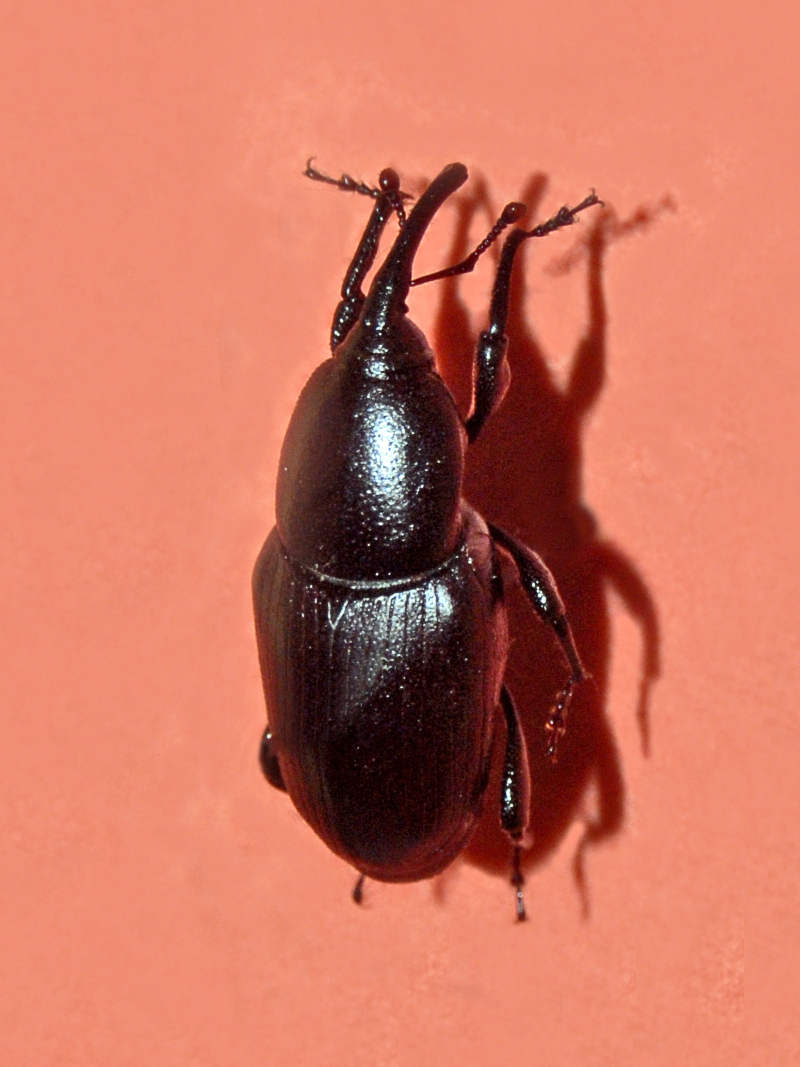
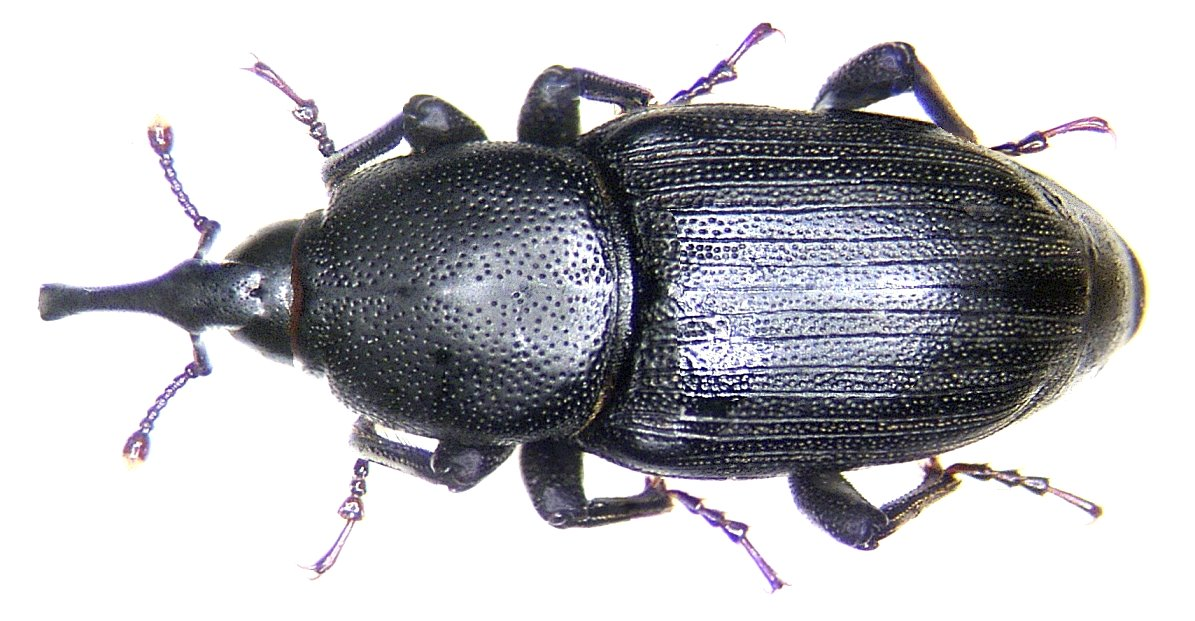
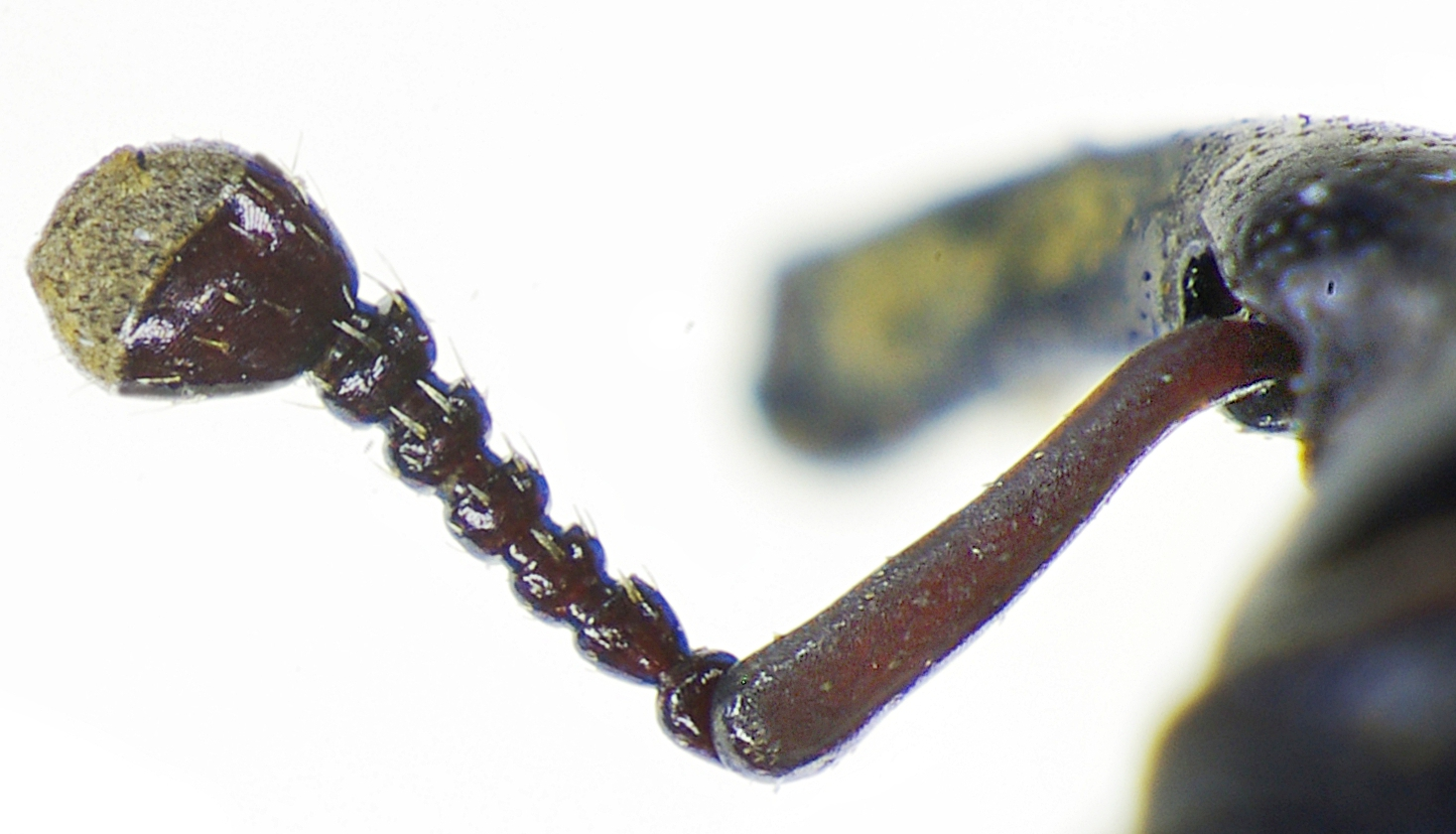
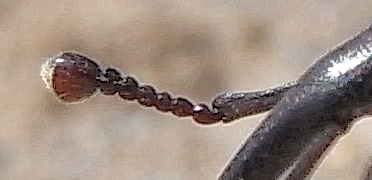

## Dottertaxa tillSphenophorus, i alfabetisk ordning[1]
- Sphenophorus abbreviatus
- Sphenophorus adspersus
- Sphenophorus aduncus
- Sphenophorus aequalis
- Sphenophorus albicollis
- Sphenophorus alfurus
- Sphenophorus ambiguus
- Sphenophorus anceps
- Sphenophorus angustus
- Sphenophorus ardesius
- Sphenophorus aterrimus
- Sphenophorus atratus
- Sphenophorus atrivittata
- Sphenophorus aurofasciatus
- Sphenophorus austerus
- Sphenophorus bartramiae
- Sphenophorus basilanus
- Sphenophorus bifasciatus
- Sphenophorus bisbisignatus
- Sphenophorus blatchleyi
- Sphenophorus brasiliensis
- Sphenophorus bruchi
- Sphenophorus brunnipennis
- Sphenophorus brutus
- Sphenophorus callizona
- Sphenophorus callosipennis
- Sphenophorus callosus
- Sphenophorus canaliculatus
- Sphenophorus canalipes
- Sphenophorus carbonarius
- Sphenophorus carinicollis
- Sphenophorus cariosus
- Sphenophorus castaneipennis
- Sphenophorus castanipes
- Sphenophorus chittendeni
- Sphenophorus cicatricosus
- Sphenophorus cicatripennis
- Sphenophorus cicatristriatus
- Sphenophorus cincticollis
- Sphenophorus cinctus
- Sphenophorus cinerascens
- Sphenophorus coesifrons
- Sphenophorus compressirostris
- Sphenophorus confusus
- Sphenophorus contractus
- Sphenophorus costatus
- Sphenophorus costicollis
- Sphenophorus costifer
- Sphenophorus crenatus
- Sphenophorus cribricollis
- Sphenophorus cruciata
- Sphenophorus cruciger
- Sphenophorus crudus
- Sphenophorus cultrirostris
- Sphenophorus decoratus
- Sphenophorus defrictus
- Sphenophorus dehaanii
- Sphenophorus delumbatus
- Sphenophorus dimidiatipennis
- Sphenophorus discolor
- Sphenophorus dispar
- Sphenophorus elephantulus
- Sphenophorus ensirostris
- Sphenophorus erythrurus
- Sphenophorus exquisita
- Sphenophorus fahraei
- Sphenophorus fallax
- Sphenophorus fasciatus
- Sphenophorus ferrugineus
- Sphenophorus flexuosus
- Sphenophorus fossor
- Sphenophorus gagatinus
- Sphenophorus geminatus
- Sphenophorus glabricollis
- Sphenophorus glabridiscus
- Sphenophorus glyceriae
- Sphenophorus guttatus
- Sphenophorus haneti
- Sphenophorus hebetatus
- Sphenophorus hemipterus
- Sphenophorus hoegbergii
- Sphenophorus holosericus
- Sphenophorus hypocrita
- Sphenophorus immunis
- Sphenophorus implicatus
- Sphenophorus imus
- Sphenophorus inaequalis
- Sphenophorus incurrens
- Sphenophorus infelix
- Sphenophorus inscripta
- Sphenophorus insculptus
- Sphenophorus insularis
- Sphenophorus interruptecostata
- Sphenophorus intervallatus
- Sphenophorus javanensis
- Sphenophorus jugosus
- Sphenophorus laetus
- Sphenophorus larvalis
- Sphenophorus lateritius
- Sphenophorus latiscapus
- Sphenophorus lebasi
- Sphenophorus lebasii
- Sphenophorus leprosus
- Sphenophorus leucographus
- Sphenophorus lineatocollis
- Sphenophorus lineatus
- Sphenophorus liratus
- Sphenophorus longicollis
- Sphenophorus lutulentus
- Sphenophorus maculata
- Sphenophorus maculatus
- Sphenophorus maculifer
- Sphenophorus maderensis
- Sphenophorus maurus
- Sphenophorus melancholicus
- Sphenophorus melanocardius
- Sphenophorus melanocephalus
- Sphenophorus melanurus
- Sphenophorus memnonius
- Sphenophorus meridionalis
- Sphenophorus missouriensis
- Sphenophorus monilis
- Sphenophorus multipunctatus
- Sphenophorus mundus
- Sphenophorus musaecola
- Sphenophorus mutilatus
- Sphenophorus naegelianus
- Sphenophorus napoanus
- Sphenophorus nasutus
- Sphenophorus nawradi
- Sphenophorus nebulosus
- Sphenophorus necydaloides
- Sphenophorus nigerrimus
- Sphenophorus nigroplagiata
- Sphenophorus nubilus
- Sphenophorus nudicollis
- Sphenophorus obscuripennis
- Sphenophorus obsoletus
- Sphenophorus octocostatus
- Sphenophorus octomaculatus
- Sphenophorus omissus
- Sphenophorus opacus
- Sphenophorus orizabensis
- Sphenophorus panops
- Sphenophorus parumpunctatus
- Sphenophorus parvulus
- Sphenophorus perforatus
- Sphenophorus pertinax
- Sphenophorus piceus
- Sphenophorus picirostris
- Sphenophorus pinguis
- Sphenophorus placidus
- Sphenophorus planipennis
- Sphenophorus polygrammus
- Sphenophorus procerus
- Sphenophorus promissa
- Sphenophorus pulchellus
- Sphenophorus pumilus
- Sphenophorus punctatostriatus
- Sphenophorus punctatus
- Sphenophorus pustulosus
- Sphenophorus quadrimaculata
- Sphenophorus quadrimaculatus
- Sphenophorus quadrisignatus
- Sphenophorus quadrivittatus
- Sphenophorus quadrivulnerata
- Sphenophorus quinquepunctatus
- Sphenophorus rectistriatus
- Sphenophorus rectus
- Sphenophorus regelianus
- Sphenophorus reticulaticollis
- Sphenophorus reticulatus
- Sphenophorus retusus
- Sphenophorus rimoratus
- Sphenophorus roelofsi
- Sphenophorus rubellus
- Sphenophorus rufofasciatus
- Sphenophorus rusticus
- Sphenophorus sacchari
- Sphenophorus sanguineus
- Sphenophorus sanguinolentus
- Sphenophorus sationis
- Sphenophorus saucius
- Sphenophorus sayi
- Sphenophorus schoenherrii
- Sphenophorus schwarzi
- Sphenophorus scirpi
- Sphenophorus semicalvus
- Sphenophorus senegalensis
- Sphenophorus sericans
- Sphenophorus sericeus
- Sphenophorus seriepunctatus
- Sphenophorus serratipes
- Sphenophorus sierrakowskyi
- Sphenophorus signaticollis
- Sphenophorus sordidus
- Sphenophorus spadiceus
- Sphenophorus spinolae
- Sphenophorus squamosus
- Sphenophorus sriatoforatus
- Sphenophorus stigmaticus
- Sphenophorus strangulatus
- Sphenophorus striatoforatus
- Sphenophorus striatus
- Sphenophorus strigosus
- Sphenophorus subcarinatus
- Sphenophorus subcostatus
- Sphenophorus suturalis
- Sphenophorus terebrans
- Sphenophorus terricola
- Sphenophorus testardi
- Sphenophorus tetricus
- Sphenophorus thoracicus
- Sphenophorus tincturata
- Sphenophorus tornowii
- Sphenophorus tredecimpunctatus
- Sphenophorus tremolerasi
- Sphenophorus truncatus
- Sphenophorus validirostris
- Sphenophorus validus
- Sphenophorus variabilis
- Sphenophorus variegatus
- Sphenophorus venatus
- Sphenophorus vilis
- Sphenophorus vittata
- Sphenophorus zamiae